# 阮文全 (足球員)
阮文全（1996年4月12日—）是一名越南足球运动员，司职前锋。目前效力于K2联赛俱乐部首尔衣恋，也代表越南足球队。

## 荣誉

### 国家队
越南U19
- 東南亞足協U-19青年錦標賽亚军：2013、2014

越南U23
- 东南亚运动会铜牌：2015
- 亞足聯U-23亞洲盃亚军：2018

越南
- 東南亞足球錦標賽冠军：2018